# Mark Travers
Mark Travers (18 de maig de 1999) és un futbolista professional irlandés que juga de porter per l'AFC Bournemouth anglés.